# Eckerich (Fritzlar)
Der Eckerich ist ein 268 m ü. NHN hoher Berg, die südlichste Erhebung der Elberberger Höhen, zwischen Geismar und Fritzlar im hessischen Schwalm-Eder-Kreis. Zusammen mit dem ihm südwestlich am südlichen Ufer der Eder gegenüber liegenden Büraberg (274,9 m) bildet er die Porta Hassiaca, durch die der Fluss aus der Wildunger Senke in die Fritzlarer Ederflur und damit in die Waberner Ebene bricht. Auf dem Eckerich steht die Eckerichswarte, und an seinem Westhang befindet sich ein ehemaliger Kalksteinbruch.

## Geographie

### Lage
Der Eckerich liegt unmittelbar zwischen dem Fritzlarer Stadtteil Geismar im Nordwesten und Westen und der Fritzlarer Kernstadt im Südosten und Osten. Der Berg fällt im Westen und Südwesten zum etwa 100 m tiefer gelegenen Tal der Eder und auch im Nordwesten zum Fritzlarer Stadtteil Geismar recht steil ab, während er im Osten und Südosten, nach Fritzlar hin, nur allmählich abflacht. In der Talniederung westlich unterhalb des Eckerich fließt die von Norden kommende Elbe ihrer Einmündung in die Eder zwischen Eckerich und Büraberg entgegen. Jenseits der Elbe erhebt sich im Westen der Biening (221,9 m).

### Naturräumliche Zuordnung
Der Eckerich gehört in der naturräumlichen Haupteinheitengruppe Westhessisches Bergland (Nr. 34), in der Haupteinheit Ostwaldecker Randsenken (341) und in der Untereinheit Naumburger Senken und Rücken (341.4) zum Naturraum Elberberger Höhen (341.42) und liegt an dessen Südende. Nach Westen fällt die Landschaft in derselben Untereinheit in den Naturraum Elbergrund (341.41) ab. Nach Süden fällt sie in die zum Naturraum Waberner Ebene (343.21) zählende Fritzlarer Ederflur (343.211) ab und nach Osten in den Naturraum Fritzlarer Börde (343.23), die in der Haupteinheit Westhessische Senke (343) zur Untereinheit Hessengau (343.2) zählen.

## Natur

### Flora und Fauna
Das Gipfelplateau des Eckerichs, um die Eckerichswarte, ist bewaldet. Die angrenzenden Streuobstwiesen und regional bedeutenden Kalkmagerrasen sind als Landschaftsschutzgebiet (LSG) ausgewiesen. Seit 1994 hat sich das faunistische und floristische Artenspektrum in diesem Gebiet bereits um 30 % erhöht; darunter sind viele Spezies der „Roten Liste“. Besonders wichtig sind dabei der Kreuz-Enzian (gentiana cruciata) und der Kreuzenzian-Ameisenbläuling (Phengaris rebeli).

### Schutzgebiete
Auf dem Eckerich und insbesondere auf seinem Südhang liegt das LSG Eckerich bei Fritzlar (CDDA-Nr. 378436; 1968 ausgewiesen; 39,71 ha groß), an das sich südwestlich das LSG Auenverbund Eder (CDDA-Nr. 378400; 1993; 45,0585 km²) anschließt. Auf seiner Nord-, West- und Südflanke befindet sich das Fauna-Flora-Habitat-Gebiet Eckerich bei Fritzlar (FFH-Nr. 4821-305; 26,6 ha). Es dient dem Schutz des Kreuzenzian-Ameisenbläulings und des Kreuz-Enzians auf den Kalktrockenrasen.

## Geschichte

### Eckerichswarte

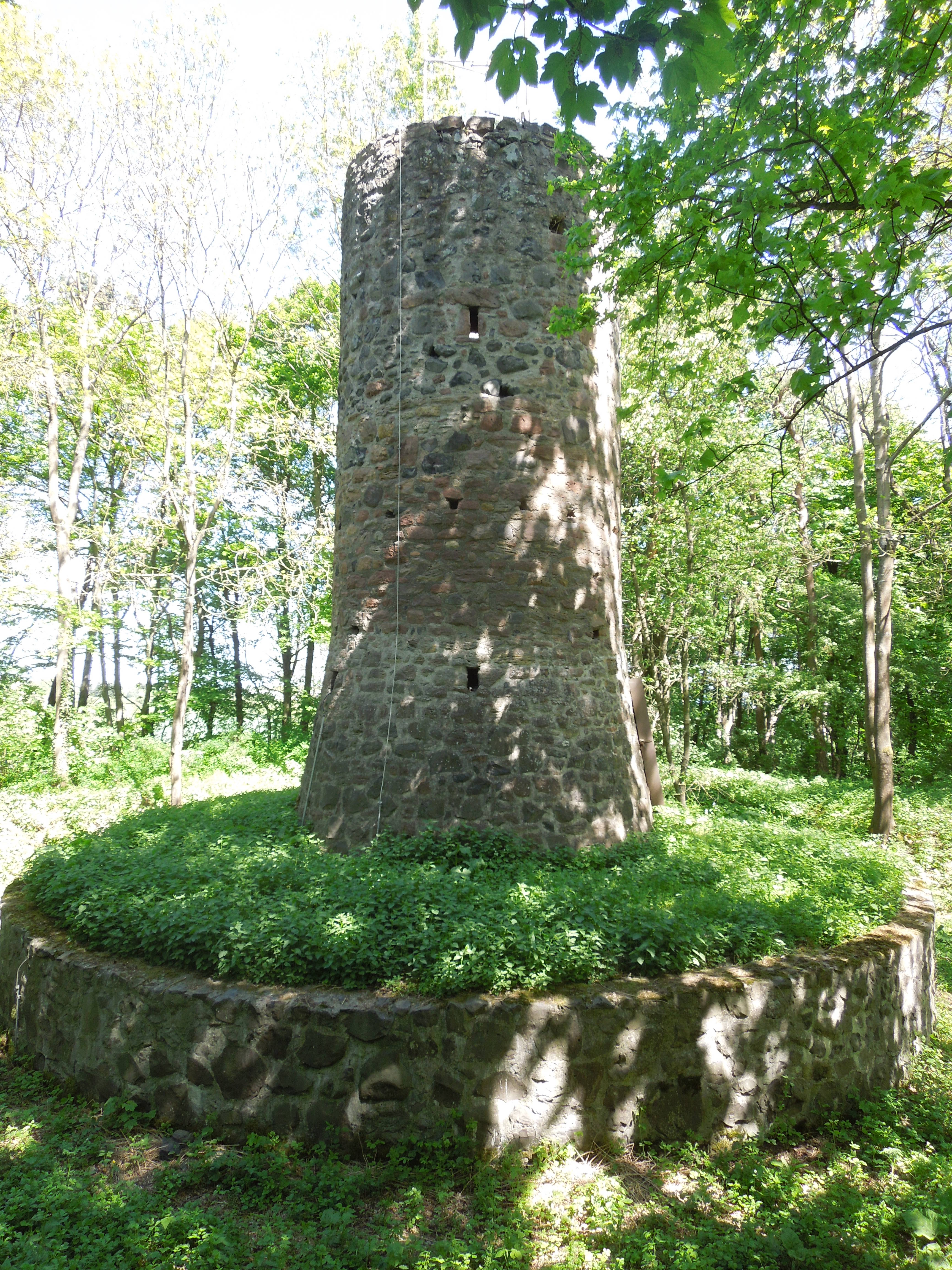
Die Eckerichswarte

Auf dem Gipfelplateau des Eckerichs steht in dichtem Wald die Eckerichswarte, ein um 1350 errichteter Wartturm, Teil der mittelalterlichen Stadtbefestigung von Fritzlar. Der aus Natursteinen gemauerte Rundturm mit 1,35 m Mauerstärke ist etwa 8 m hoch, er hat 20,8 m Umfang sowie 4,5 (oben) und 5,4 m (unten) Durchmesser. Der Turm ist umgeben von einem tiefen Graben, einer diesen auf der Innenseite umlaufenden Stützmauer mit knapp 14 m Durchmesser und den Resten eines den Graben umlaufenden Ringwalls. Die Eingangstür befindet sich bei etwa 3,5 m Höhe; ein Treppenaufgang dorthin ist nicht mehr vorhanden.

### Steinbruch
Am steilen Westhang des Eckerich wurde bis in die 1950er Jahre aus den mächtigen und durch vulkanische Basaltausbrüche aufgeworfenen Ablagerungen des Unteren Muschelkalks (Wellenkalk) Kalkstein abgebaut. Er wurde mit Kipploren über eine kurze Feldbahn zu einem Kalkofen am Südwesthang transportiert und dort zum in der Bauindustrie wichtigen Branntkalk verarbeitet. Der einstige Steinbruch wird heute als Grillplatz genutzt.

## Aussichtsmöglichkeiten
Von den Hängen des Eckerich bestehen, je nach Blickrichtung, ausgezeichnete Aussichtsmöglichkeiten: nach Westen ins Edertal in Richtung Bad Wildungen, nach Süden und Osten auf die Stadt Fritzlar, bis nach Homberg und zum bei Felsberger Heiligenberg (393,3 m) mit der Ruine der Heiligenburg und nach Nordosten und Norden auf die Basaltkuppen der Gudensberger Kuppenschwelle um Gudensberg.

## Verkehr und Wandern
Nördlich vorbei am Eckerich führt vom Fritzlarer Stadtteil Züschen im Nordwesten kommend durch das Tal der Elbe und durch Geismar die Landesstraße 3214, die dann ostwärts weiter zur Bundesstraße 450 verläuft und kurz danach nordöstlich von Fritzlar an der L 3150 endet. Auch nördlich der Erhebung erreicht die L 3383, die überwiegend ostwärts gerichtet vom Edertaler Ortsteil Wellen kommt, zwischen Geismar im Westen und Fritzlar im Osten die L 3214. Bis auf den Westhang der Erhebung ziehen sich Wohngebietsstraßen von Geismar; solche verlaufen auch auf dem West- bis Südhang. Über den Eckerich verläuft der 139 km lange Bonifatiuspfad, der unter anderem auch durch Fritzlar und Borken in Hessen führt, und wenige Kilometer südlich vorbei verläuft in der Ederaue der 326 km lange Barbarossaweg, der von Korbach in Hessen und nach Tilleda in Thüringen führt und ein Teilstück des Wanderweges der Deutschen Einheit bildet.